# Heterogramma contempta
Heterogramma contempta är en fjärilsart som beskrevs av William Schaus 1913. Heterogramma contempta ingår i släktet Heterogramma och familjen nattflyn. Inga underarter finns listade i Catalogue of Life.